# Carlo Montanaro
Carlo Montanaro (geboren in Cecina) ist ein italienischer Geiger und Dirigent. Er konzentriert sich auf italienische Opern vom Belcanto bis zum Verismo und dirigiert auch ausgewählte Werke des französischen Repertoires.

## Leben und Werk
Montanaro schloss sein Studium als Violinist am Conservatorio di Musica Luigi Cherubini in Florenz ab und begann seine musikalische Karriere im Orchestra del Maggio Musicale Fiorentino im Jahre 1991. Er wurde von Zubin Mehta entdeckt und gefördert, kam an die Wiener Hochschule für Musik und darstellende Kunst in Wien, wo er drei Jahre lang Dirigieren bei Leopold Hager, Ervin Acél und Takuo Yuasa studierte.
Seit 2001 gastiert er an zahlreichen Opernhäusern weltweit:
- In Italien dirigierte er am Teatro dell’Opera di Roma, am Teatro Cilea von Reggio Calabria, am Teatro Verdi von Triest, beim Festival Verdi in Parma, in der Arena di Verona und beim Sferisterio Opera Festival von Maccerata, in Palermo, Mailand und Florenz.

- In Deutschland übernahm er Verpflichtungen an der Deutschen Oper Berlin, an der Württembergischen Staatsoper in Stuttgart und an der Semperoper in Dresden, in Frankfurt am Main und in Hamburg.

- Weitere Engagements führten ihn nach St. Petersburg, Bilbao, Athen und Tel Aviv, Colorado, Denver und Seattle, nach Montreal, an das New National Theatre in Tokyo und zum Handa Opera Festival in Sydney.

Von 2011 bis 2014 wirkte er als Musikdirektor am Teatr Wielki in Warschau.
Er übernimmt auch regelmäßig Konzertverpflichtungen, wiederum schwerpunktmäßig mit Werken des italienischen Repertoires, wie Verdis Messa da Requiem. Er gastierte unter anderem in der Accademia di Santa Cecilia in Rom, im Münchner Herkulessaal und im Grazer Musikverein.

## Opernrepertoire
| Vincenzo Bellini: - La sonnambula - Norma Georges Bizet: - Carmen Arrigo Boito: - Mefistofele Francesco Cilea: - Adriana Lecouvreur Gaetano Donizetti: - L’elisir d’amore - Lucia di Lammermoor Charles Gounod: - Roméo et Juliette |  | Pietro Mascagni: - L’amico Fritz Jules Massenet: - Don Quichotte Gian Carlo Menotti: - The Consul Wolfgang Amadeus Mozart: - Così fan tutte Giacomo Puccini: - Manon Lescaut - La Bohème - Tosca - Madama Butterfly - La fanciulla del West - Turandot |  | Gioachino Rossini: - Il barbiere di Siviglia Giuseppe Verdi: - Nabucco - Macbeth - Il corsaro - Il trovatore - La traviata - Simon Boccanegra - Un ballo in maschera - Don Carlos - Aida - Falstaff |